# ルクレツィア・パンチャティキの肖像
『ルクレツィア・パンチャティキの肖像』（ルクレツィア・パンチャティキのしょうぞう、伊:Ritratto di Lucrezia Panciatichi）は、ブロンズィーノとして知られるイタリアのマニエリスム期の画家、アーニョロ・ディ・コジモによる板上の油彩画で、1545年頃に制作された。イタリア、フィレンツェのウフィツィ美術館に収蔵されている。
1530年にフィレンツェは君主の地位についたメディチ家の専制政治の確立により、以前の共和制の自由を失ってしまった。芸術はコジモ1世・デ・メディチとその後継者による保護を受ける結果となり、国家事業のようになって展開していった。この変化を知る手がかりは、ブロンズィーノが描いた肖像画にはっきり示されている。モデルたちは貴族的で、感情を表さず、唇を固く閉ざしている。
ルクレツィア・ディ・シジスモンド・プッチは、フィレンツェのヒューマニストであり、政治家であったバルトロメオ・パンチャティキの妻で、1528年にパンチャティキ家に嫁した。本作は彼女が40歳台で、夫が最も成功していた時期に描かれた。『バルトロメオ・パンチャティキの肖像』もブロンズィーノによって描かれ、ウフィツィ美術館に所蔵されている。ジョルジョ・ヴァザーリは、2つの肖像画を「とても自然なので、本当に生きているように見える」と説明している。
夫のバルトロメオが黒ずんだ服を身に着け、それより明るい背景の中に描かれているのに対し、ルクレツィアは輝かしい色彩の服を身に着け、暗い背景のなかに描かれている。洗練された衣服と宝石を身に着けて、女性のエリートとしての立場だけでなく、彼女の人間性を複雑な象徴を通じて強調することを目的としている。例えば、黄金のネックレスの上には、彼女の夫への献身として「Amour dure sans fin＝愛は永遠に」という言葉があるが、これは、1547年にフィレンツェ大公コジモ1世ために書かれた愛に関する論文への言及である。
この肖像画は、ヘンリー・ジェイムズの小説 『鳩の翼』（1902年）で言及され、説明されている。
この肖像画は、エリザベス・バソリーの肖像画とよく間違われることがある。

## 関連作品
- バルトロメオ・パンチャティキの肖像